# SMCP
SMCP‏ (Sperm mitochondria associated cysteine rich protein) هوَ بروتين يُشَفر بواسطة جين SMCP في الإنسان.